# Blazing Away
 (mai 2017).
Si vous disposez d'ouvrages ou d'articles de référence ou si vous connaissez des sites web de qualité traitant du thème abordé ici, merci de compléter l'article en donnant les références utiles à sa vérifiabilité et en les liant à la section « Notes et références ».
Albums de Marianne Faithfull
Strange Weather
(1987) A Secret Life
(1995)
Blazing Away est un album live de la chanteuse de rock et actrice anglaise Marianne Faithfull, paru en 1990 et enregistré dans la cathédrale Sainte-Anne de Brooklyn à New York.

## Liste des titres
| 1.    | Les Prisons du Roy                        | Michel Rivgauche                                                    | 6:53 |
| 2.    | Strange Weather                           | Kathleen Brennan, Tom Waits                                         | 5:19 |
| 3.    | Guilt                                     | Barry Reynolds                                                      | 8:00 |
| 4.    | Working Class Hero                        | John Lennon                                                         | 6:13 |
| 5.    | Sister Morphine                           | Marianne Faithfull, Mick Jagger, Keith Richards                     | 7:41 |
| 6.    | As Tears Go By                            | Jagger, Andrew Loog Oldham, Richards                                | 4:26 |
| 7.    | Why'd Ya do It?                           | Faithfull, Reynolds, Terry Stannard, Heathcote Williams, Steve York | 6:49 |
| 8.    | When I Find My Life                       | Faithfull, Reynolds                                                 | 3:02 |
| 9.    | Ballad of Lucy Jordan                     | Shel Silverstein                                                    | 5:14 |
| 10.   | Times Square                              | Reynolds, Faithfull                                                 | 4:58 |
| 11.   | Blazing Away                              | Faithfull, Reynolds                                                 | 4:12 |
| 12.   | She Moved Through the Fair (traditionnel) |                                                                     | 2:17 |
| 13.   | Broken English                            | Faithfull, Joe Maverty, Reynolds, Stannard, York                    | 7:38 |
| 72:40 |                                           |                                                                     |      |

## Crédits
| - Marianne Faithfull : chant - Fernando Saunders : basse, chœurs - Charley Drayton, Dougie Bowne : batterie - Barry Reynolds, Marc Ribot : guitare - Kevin Savanger : claviers - Garth Hudson : claviers, accordéon - Gib Wharton : pedal steel guitar - Don Alias : percussions - Lew Soloff : trompette, bugle - Malcolm Rebennack : piano | - Production : Hal Willner, Janine Nichols - Producteur (associé), directeur musical : Barry Reynolds - Producteur délégué : Kevin Patrick - Direction artistique, Artwork : Tony Wright - Mastering : Bob Ludwig - Mixage, ingénierie : Joe Ferna - Design : Dana Shimizu - Photographie : Larry White, George duRose |